# Theisens Gård
Theisens Gård er et fredet gårdkompleks i Nakskov på Lolland. Gården består af et palæ i rokokostil, der ligger ud mod Axeltorv, et hjørnehus og flere pakhuse. Hovedhuset blev opført i 1786, mens pakhusene går længere tilbage. Bygningerne fungerede som købmandsgård i over 100 år. I dag bruges det til mødelokalet og butik.
Bygningen ligger ved siden af Nakskov Gamle Apotek, hvis forhus er fra 1777.

## Historie
Hovedbygningen på Theisens Gård blev opført i 1786 i rokokostil. Den blev opført af Anna Elisabeth Smith, der var enke efter amtsforvalter Smith.
Ved enkens død blev det overtaget af vinhandler Lønborg, og siden regimentskirurg Henriques og borgmesteren Pontoppidan, før det i 1818 blev gården købt af købmanden Nicolaj Ludvig Theisen. Købmand Theisen gav navn til gården, der efter hans overtagelse blev brugt som købmandsgård. Han tilkøbte også et pakhus bag palæet ned til havnen, som stammer tilbage fra omkring år 1700. Ligeledes blev der tilkøbt en sidebygning fra omkring år 1800 ved siden af pakhuset. I 1859 opførte man et hjørnehus ved Søndergade og Badstuestræde til, hvor selve købmandsforretningen lå.
Hele Theisens Gård blev fredet i 1918. Theisens slægt ejede bygningerne frem til 1939, hvorefter den ikke længere blev brugt som købmandsgård.
I 1970 blev bygningen overtaget af Nakskov Kommune. I 1979 brændte en hestestald i gården. I 1989 blev både forhuset og hjørnehuset ombygget og restaureret. I dag er det en selvstændig institution og bygningen bruges bl.a. til mødelokaler. En del ar bygningerne bruges også til koncerter.

## Beskrivelse
Palæet eller hovedhuset er en gulkalketbygning i to etager med et sadeltag, hvor der er to kviste. Disse er dekoreret med en due ovenpå. Tager er et rødt tegltag. Ud mod gaden er en port i højre side, der fører om til gården bagved. Over porten er der dekoreret med volutter, hvorunder der er en tavle med opførselsåret, samt initialerne A. E. S., efter enke Smith, der byggede det. Til venstre for porten findes fire småsprossede vinduer. I 1. sal er der seks vinduer af samme type ud mod gaden.
Hjørnehuset er muret, ligesom palæet. Det fremstår i dag gråmalet.
Pakhuset er opført i bindingsværk i to stokværk. Ligesom resten af bygninger har det sadeltag med røde teglsten. Det er gulkalket og træværket er sorttjæret. En dørhammer på porten brærer årstallet 1702. Sidehuset ved pakhuset er er opført i nogenlunde samme byggestil som pakhuset. Begge byginger har en sorttjæret sokkel i kampesten.